# Xintxu
Xintxu o Hsinchu (/ˈʃɪnˈdʒuː/, xinès: 新竹, pinyin: Xīnzhú, Wade–Giles: Hsin-chu), antigament coneguda com Shinchiku, és una ciutat situada al nord-oest de Taiwan, a la República de la Xina. És la ciutat més poblada de Taiwan que no és un municipi especial, amb 450.655 habitants estimats. Xintxu és una ciutat costanera que limita amb l'estret de Taiwan a l'oest, el comtat o comarca de Xintxu al nord i l'est i la comarca de Miaoli al sud. Se la coneix com la Ciutat del Vent pel fort monsó del nord-est durant les estacions de tardor i hivern.
La zona va ser poblada originalment pels pobles indígenes taiwanesos austronesis, i els immigrants Hoklo l'anomenaven "Tek-kham". La ciutat va ser fundada per colons xinesos Han el 1711, i rebatejada com a Hsinchu el 1878. Durant l'època de domini japonès, la ciutat va ser la seu de la prefectura de Shinchiku, que va rebre el nom de la ciutat. La prefectura abastava la ciutat i la comarca de Xintxu actuals, així com la totalitat de Taoyuan i Miaoli. Després del govern de la República de la Xina el 1945, l'àrea urbana de Xintxu es va organitzar com a ciutat provincial.
L'any 1980, el govern taiwanès va establir el Parc Científic Hsinchu, un important parc industrial i important centre per a la fabricació de semiconductors, el desenvolupament industrial i la tecnologia informàtica. El parc aporta una proporció important del PIB de Taiwan. És un centre econòmic vital per a la seva economia; la seu de TSMC, la planta de fabricació de semiconductors independent més gran del món, MediaTek i United Microelectronics Corporation, es troben al parc.
A més de la seva indústria, Xintxu és també un important centre cultural de Taiwan amb una gran quantitat de llocs patrimonials. El temple de Chenghuang de Xintxu, construït l'any 1747, és una destinació habitual de pregària. Les institucions de recerca de la Universitat Nacional Yang Ming Chiao Tung i la Universitat Nacional Tsing Hua es troben a prop del parc científic.